# Premiul BAFTA pentru cel mai bun star în ascensiune
Premiul BAFTA pentru cel mai bun star în ascensiune (engleză Rising Star Award) este acordat anual de British Academy of Film and Television Arts (BAFTA) care recunoaște noile talente din industria filmului. Nu se ține cont de gen, naționalitate sau mediul în care s-au făcut cunoscuți, și anume în film sau televiziune. Nominalizările sunt făcute de juriu, iar câștigătorii sunt aleși prin vot de public. 

## Nominalizări și câștigători
| An        | Câștigător        | Nominalizare                                                         |
| --------- | ----------------- | -------------------------------------------------------------------- |
| 2005 59th | James McAvoy      | Chiwetel Ejiofor Gael García Bernal Rachel McAdams Michelle Williams |
| 2006 60th | Eva Green         | Emily Blunt Naomie Harris Cillian Murphy Ben Whishaw                 |
| 2007 61st | Shia LaBeouf      | Sienna Miller Ellen Page Sam Riley Tang Wei                          |
| 2008 62nd | Noel Clarke       | Michael Cera Michael Fassbender Rebecca Hall Toby Kebbell            |
| 2009 63rd | Kristen Stewart   | Jesse Eisenberg Nicholas Hoult Carey Mulligan Tahar Rahim            |
| 2010 64th | Tom Hardy         | Gemma Arterton Andrew Garfield Aaron Taylor-Johnson Emma Stone       |
| 2011 65th | Adam Deacon       | Chris Hemsworth Tom Hiddleston Chris O'Dowd Eddie Redmayne           |
| 2012 66th | Juno Temple       | Elizabeth Olsen Andrea Riseborough Suraj Sharma Alicia Vikander      |
| 2013 67th | Will Poulter      | Dane DeHaan George MacKay Lupita Nyong'o Léa Seydoux                 |
| 2014 68th | Jack O'Connell    | Gugu Mbatha-Raw Margot Robbie Miles Teller Shailene Woodley          |
| 2015 69th | John Boyega       | Taron Egerton Dakota Johnson Brie Larson Bel Powley                  |
| 2016 70th | Tom Holland       | Laia Costa Lucas Hedges Ruth Negga Anya Taylor-Joy                   |
| 2017 71st | Daniel Kaluuya    | Florence Pugh Josh O'Connor Tessa Thompson Timothée Chalamet         |
| 2018 72nd | Letitia Wright    | Jessie Buckley Cynthia Erivo Barry Keoghan Lakeith Stanfield         |
| 2019 73   | Micheal Ward      | Awkwafina Kaitlyn Dever Kelvin Harrison Jr. Jack Lowden              |
| 2020 74   | Bukky Bakray      | Kingsley Ben-Adir Morfydd Clark Ṣọpẹ Dìrísù Conrad Khan              |
| 2021 75   | Lashana Lynch     | Ariana DeBose Harris Dickinson Millicent Simmonds Kodi Smit-McPhee   |
| 2022 76   | Emma Mackey       | Naomi Ackie Sheila Atim Daryl McCormack Aimee Lou Wood               |
| 2023 77   | Mia McKenna-Bruce | Phoebe Dynevor Ayo Edebiri Jacob Elordi Sophie Wilde                 |
| 2024 78   | David Jonsson     | Marisa Abela Jharrel Jerome Mikey Madison Nabhaan Rizwan             |

## Legături externe
- Rising Star Award Arhivat în 24 mai 2009, la Wayback Machine. la BAFTA